# البعيثة
مركز البعيثة شمال منطقة القصيم التابعة لمحافظة الأسياح.
في عام 1438هـ تم نقل المركز من موقعه القديم إلى الموقع الجديد، كما تم افتتاح مركز جديد: الأمير فيصل بن مشعل بن سعود آل سعود.

## السكان
بلغ عدد سكان البعيثة حوالي 2.000 نسمة وأغلب سكانها من بني علي من حرب.

## المناخ
المناخ قاري صحراوي، حار جاف صيفًا بارد مُمطر شتاء وتبلغ درجة الحرارة صيفًا 45°م، وفي الشتاء متوسط سقوط المطر.